# Birsa (fiume)
La Birsa (in tedesco Birs, in francese La Birse) è un fiume svizzero di 73 km affluente di sinistra del Reno.

## Percorso
Nasce nel comune di Tavannes, ai piedi del colle di Pierre Pertuis ad una altezza di 765 m e si getta, dopo un percorso di 75 km, nel Reno a Basilea ad una altezza di 262 m.
Con un bacino idrografico di 924 km² la Birsa è il più importante fiume del Giura svizzero.
Il fiume bagna cinque cantoni: Berna, Giura, Basilea Campagna, Soletta e Basilea Città. I comuni attraversati sono: Tavannes, Reconvilier, Loveresse, Pontenet, Malleray, Bévilard, Sorvilier, Court, Moutier e Roches nel Canton Berna, Courrendlin, Courroux, Delémont e Soyhières nel Canton Giura, Liesberg, Laufen, Dittingen, Zwingen, Brislach, Nenzlingen, Grellingen, Duggingen, Pfeffingen, Aesch, Reinach, Arlesheim, Münchenstein, Muttenz e Birsfelden nel Canton Basilea Campagna, Bärschwil e Dornach nel Canton Soletta e Basilea nel Canton Basilea Città.

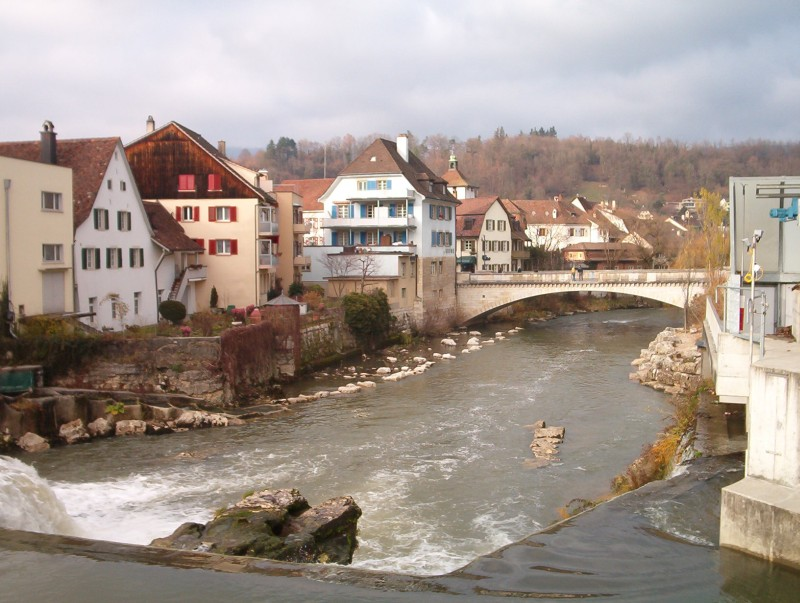
Il fiume Birsa a Laufen.